# Hidulphe Savoie
Pour les articles homonymes, voir Savoie (homonymie).
Hildulphe A. Savoie est un marchand et un homme politique canadien. Il est né le 26 juin 1873 à Saint-Louis-de-Kent, au Nouveau-Brunswick. Son père est Michel Savoie et sa mère est Julie Daigle. Il épouse Léonie Boucher le 23 août 1917. Membre du parti libéral, il est député de Northumberland à l'Assemblée législative du Nouveau-Brunswick de 1930 à 1948. Il est aussi membre du conseil municipal du comté de Northumberland.